# Il signor Gallet, defunto
Il signor Gallet, defunto (titolo originale francese Monsieur Gallet, décédé, pubblicato in traduzione italiana anche coi titoli Maigret e il castellano e Il defunto signor Gallet)  è un romanzo poliziesco di Georges Simenon con protagonista il commissario Maigret.
È cronologicamente il terzo romanzo dedicato al personaggio del celebre commissario, anche se è stato il primo Maigret ad essere pubblicato.

## Trama
Émile Gallet, domiciliato a Saint-Fargeau, viene trovato morto in una stanza d'albergo a Sancerre, apparentemente assassinato. Maigret si occupa dell'indagine che lo porta a scoprire la doppia vita del defunto: rappresentante di commercio agli occhi della moglie, Aurore Préjean, in realtà vive da anni di espedienti, con il nome di monsieur Clément, estorcendo piccole somme a qualche nostalgico dei Borbone, tra cui il castellano Tiburce de Saint-Hilaire, un agiato nobiluomo di Sancerre.
Maigret sospetta di quest'ultimo come del figlio della vittima, Henry. Gallet era però ricattato da qualcuno che era a conoscenza della sua attività di scroccone. E a causa di una salute cagionevole, aveva stipulato un'assicurazione sulla vita a favore della moglie.
Maigret arriverà a risolvere il caso non "cercando l'assassino", ma cercando di "conoscere la vittima". Scopre che il ricattatore, monsieur Jacob, era in realtà un prestanome a servizio di Henry e della sua amante, Eléonore Boursang. Scopre anche che per procurarsi una grossa somma Gallet aveva chiesto del denaro a Saint-Hilaire, il quale anni addietro aveva scambiato la propria identità con quella di Gallet stesso, al fine di potersi appropriare di una grossa eredità ricomprendente il castello di Sancerre. L'omicidio, alla fine, risulta un suicidio abilmente camuffato, che il falso Gallet aveva messo in scena per far permettere alla moglie di riscuotere il premio assicurativo.
Il romanzo finisce con Maigret intenzionato a fare rapporto tacendo una parte della verità.

## Edizioni
Il romanzo è stato scritto a bordo dell'Ostrogoth a Morsang-sur-Seine nell'estate del 1930 e pubblicato per la prima volta in Francia, da Fayard, nella primavera successiva.
In Italia è apparso per la prima volta nel 1933, tradotto da Guido Cantini e pubblicato da Mondadori nella collana "I libri neri. I romanzi polizieschi di Georges Simenon" (n° 6) e sempre per lo stesso editore è stato ripubblicato anche in altre collane o raccolte tra gli anni trenta e ottanta (dal 1966 con il titolo Maigret e il castellano, nella traduzione di Elena Cantini, e dal 1988 nella traduzione di Lea Grevi). Nel 1994 è stato pubblicato presso Adelphi con il titolo Il defunto signor Gallet, tradotto da Elena Klersy Imbreciadori, nella collana dedicata al commissario (parte de "gli Adelphi", al n° 68).

## Film e televisione
Due sono stati gli adattamenti per la televisione di questo romanzo:
- Episodio dal titolo A Man of Quality, facente parte della serie televisiva Maigret per la regia di Gerard Glaister, trasmesso per la prima volta sulla BBC il 12 dicembre 1960, con Rupert Davies nel ruolo del commissario Maigret.
- Episodio dal titolo Monsieur Gallet, décédé, facente parte della serie televisiva Les enquêtes du commissaire Maigret per la regia di Georges Ferraro, trasmesso per la prima volta su Antenne 2 il 13 settembre 1987, con Jean Richard nel ruolo del commissario Maigret.